# 昭平镇
昭平镇，是中华人民共和国广西壮族自治区贺州市昭平县下辖的一个乡镇级行政单位。

## 行政区划
昭平镇下辖以下地区：
城东社区、城南社区、城西社区、城北社区、龙潭村、马圣村、龙坪村、大壮村、上岸村、江口村、附城村、富裕村、裕礼村、塘山村、上楠村、裕益村、玉河村和福登村。